# Duplexbremse

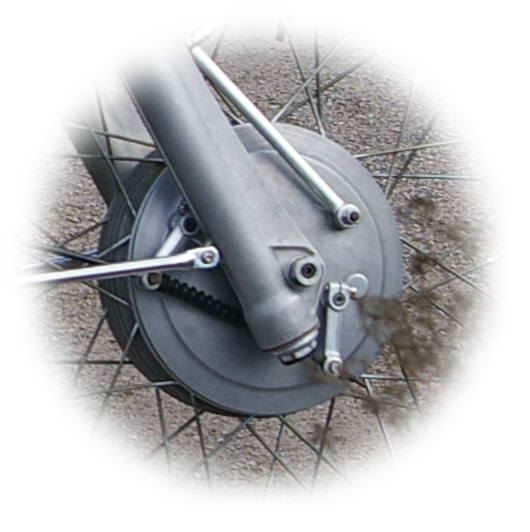
Duplexbremse im Vorderrad einer BMW R 75/5. Die Seilzughülle stützt sich am linken Bremshebel ab, bei Betätigung bewegen sich die Bremshebel gegensinnig: „Scherenwirkung“.

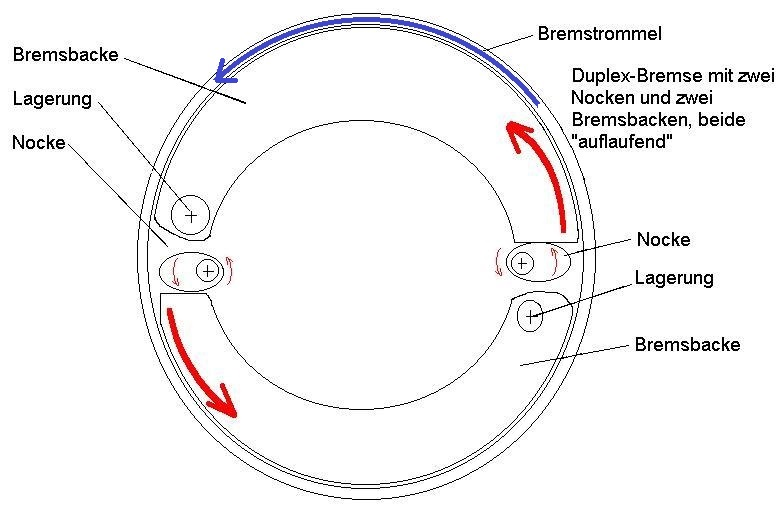
Duplex-Prinzip: auflaufende Bremsbacken. Bei Betätigung drehen sich die Bremsnocken gleichsinnig, es ist also eine Duplexbremse mit Koppelstange.

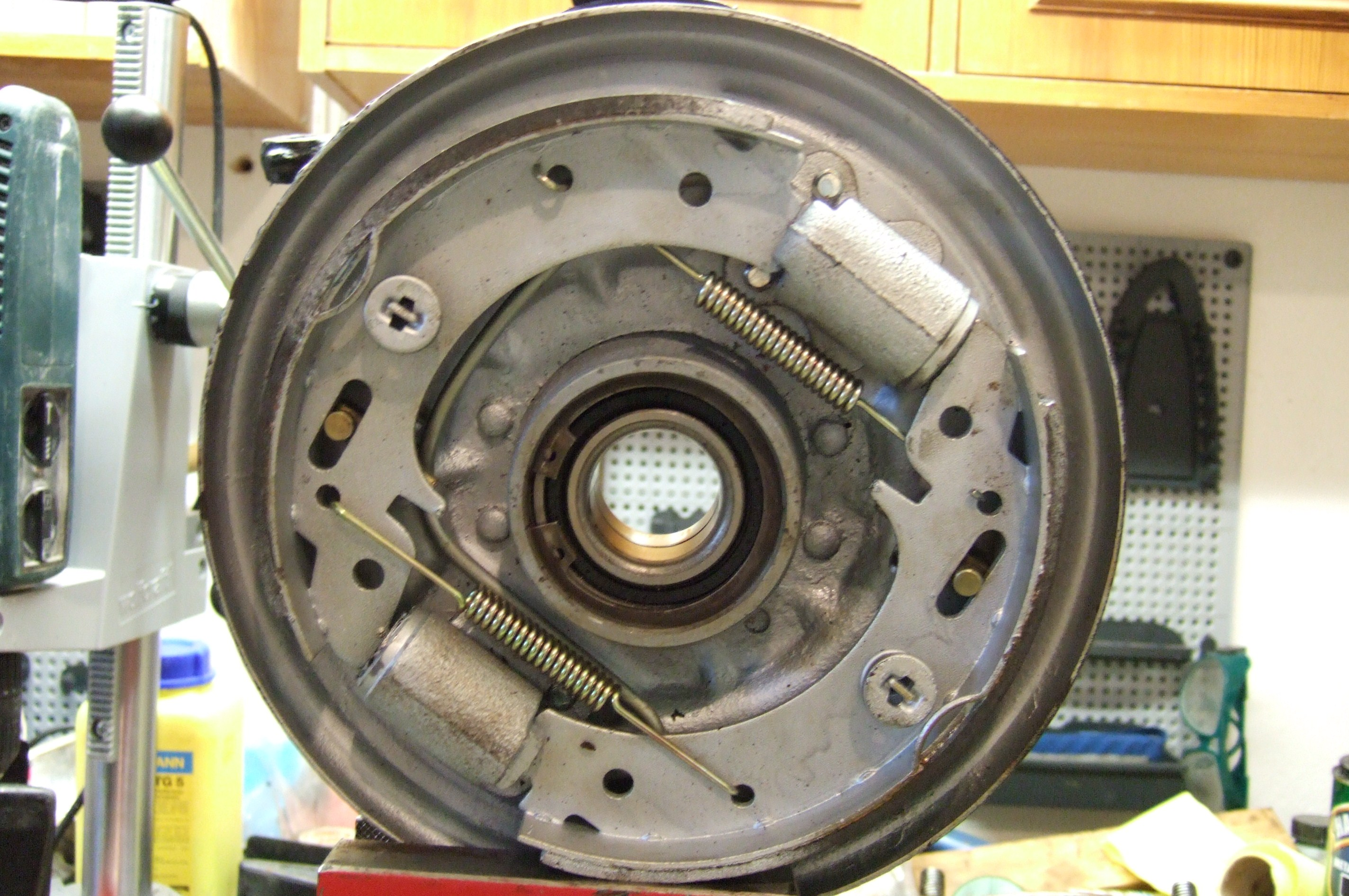
Duplexbremse eines Trabant 601, ohne Bremstrommel

Die Duplexbremse (auch Doppelnockenbremse) ist eine Bauart der Innenbacken-Trommelbremse.
Eine Duplexbremse hat zwei Bremsnocken oder Radbremszylinder, die beide bei Vorwärtsfahrt jeweils eine auflaufende Bremsbacke ansteuern. So ist die Selbstverstärkung der Bremse größer als bei einer Simplexbremse, bei der nur eine von zwei Backen aufläuft, also eine „Servowirkung“ durch „Hineinziehen“ in die Bremswirkung entfaltet, während die zweite Bremsbacke „abläuft“, also sich aus dem Bremsvorgang herausdrücken kann und auch weniger verschleißt. Fährt das Fahrzeug rückwärts, wirkt die Duplexbremse schwächer, weil dann beide Backen ablaufen.
Duplexbremsen wurden häufig bei leistungsstarken Motorrädern und Kraftwagen der 1950er- bis 1970er-Jahre eingebaut, bevor sich Scheibenbremsen und Bremskraftverstärker durchsetzten.
Einige englische Motorräder der 1960er Jahre und die Motorräder von Münch haben Doppelduplexbremsen. Dabei werden auf beiden Seiten der Nabe jeweils zwei auflaufende Bremsbacken, also insgesamt vier Backen, durch jeweils einen – insgesamt somit vier – Nocken, betätigt. Diese Bauart bietet jedoch kaum noch Vorteile, weil die Baubreite einer Trommelbremse erzwingt, die Backensätze dann einzeln schmaler zu gestalten, also die Fläche der Bremsbeläge sich hiermit kaum steigern lässt. Zudem ist die Kraftverteilung (bei Motorrädern damals mit Bowdenzug) schwieriger und störanfälliger.
Größere Kraftverstärkung als die Duplexbremse hat die „Servobremse“, bei der eine Backe direkt betätigt wird und sich dabei auf einer zweiten Backe abstützt, sie im Umlauf des Rades sozusagen „vor sich her schiebt“. Deshalb ist deren Bremswirkung noch größer als die der direkt angesteuerten Bremsbacke. Sie war bei Ackerschleppern verbreitet.
Die Selbstverstärkung hängt vom Reibbeiwert von Trommel und Bremsbelag ab. Schon kleine Unterschiede im Reibwert, z. B. durch Nässe, Flugrost, Verschmutzung o. ä., führen daher vor allem bei Duplex- und besonders bei Servobremsen zu stark unterschiedlicher Bremswirkung bei gleicher Betätigungskraft. Damit kommt es bei diesen Bauarten sehr leicht zu schief ziehenden Bremsen.
Weil der Reibbeiwert mit steigender Temperatur kleiner wird, haben Trommelbremsen, und besonders die Bauarten mit erhöhter Selbstverstärkung (Duplex-, Servo-, Duoservobremsen) stärkeres Fading als Scheibenbremsen, bei warmer Bremse ist die Betätigungskraft für gleiche Bremswirkung stark erhöht.
Bei seilzugbetätigten Duplexbremsen ohne Koppelstange – wie im ersten Bild einer BMW R 75/5 – stützt sich die Seilzughülle an einem Bremshebel an, das Seil am anderen. Bei Bremsbetätigung wird ein Bremshebel linksherum, der andere rechtsherum gedreht, und bei dieser „Scherenwirkung“ kommt es zu einer gleichmäßigen Kraftaufteilung.

## Einstellen von Motorrad-Duplexbremsen  mit Koppelstange
Für gute Bremswirkung und vor allem präzisen Druckpunkt ist bei Duplexbremsen eine exakt synchrone Einstellung wichtig. Bei Bremsen mit Koppelstange hat sich die folgende Methode bewährt:
Genutzt wird die Tatsache, dass bei nicht perfekt synchron eingestellter Bremse die Bremsankerplatte beim Ziehen des Bremshebels ein wenig in Richtung der jeweils schwächer anliegenden Backe gedrückt wird.
Es wird daher am Tauchrohr eine Messuhr befestigt, sodass der Taster im Bereich einer Bremsbacke (nicht eines Nockens) radial die Bremsankerplatte antastet. Beim Ziehen des Bremshebels lässt sich jetzt ablesen, ob sich die Ankerplatte minimal in Richtung der einen oder anderen Bremsbacke bewegt. Zur Synchronisierung verstellt man die Koppelstange so lange, bis die Uhr beim Ziehen des Bremshebels (weitgehend) in Ruhe bleibt.

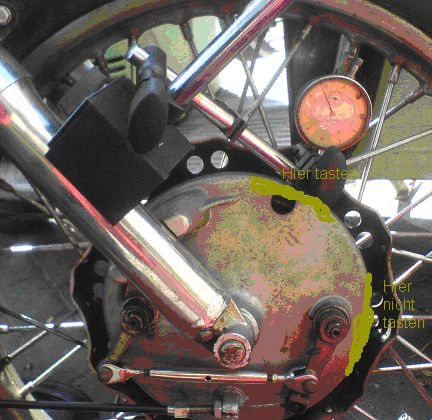
Duplexbremse mithilfe einer Messuhr einstellen

## Belege
1. ↑  Lexikon der Motorradtechnik. Beilage zur Zeitschrift Motorrad, 1978–1980, ISSN 0027-237X, S. 23–24.
2. ↑  Lexikon der Motorradtechnik. Beilage zur Zeitschrift Motorrad, 1978–1980, ISSN 0027-237X, S. 15.